# Vehicle Safety Certification Center
Das Vehicle Safety Certification Center (kurz: VSCC) ist in Taiwan die für den Automobilbereich zuständige Stelle, die die Einhaltung spezieller Regularien und verpflichtender Produktzertifizierungen garantiert. Seine Aufgabe ist es, über Zertifizierungen die Sicherheit der Fahrzeuge auf dem taiwanesischen Markt zu prüfen und zu gewährleisten.
Die Gründung des VSCC wurde vom Ministerium für Transport und Kommunikation (Ministry of Transportation And Communications) initiiert. Am 31. März 2009 nahm die Behörde offiziell ihren Dienst auf. Die VSCC hat ihren Sitz in der taiwanesischen Stadt Lugang.
Das VSCC ist verantwortlich für Fahrzeugzulassungen und Sicherheitsinspektionen sowie für die Zertifizierung von einzelnen zulassungspflichtigen Bauteilen. Um die Zulassung eines Bauteils für den taiwanesischen Markt beim VSCC beantragen zu können, müssen ausländische Antragsteller in Taiwan eine lokale Repräsentanz, Zweigstelle oder Tochtergesellschaft vorweisen können. Diese Vertretung vor Ort wird offiziell als der Antragsteller der Zertifizierung angeführt. 
Eine derartige Voraussetzung muss beispielsweise bei der Beantragung eines CCC-Zertifikates für den Automobilbereich für den chinesischen Markt nicht erfüllt sein. 
Für die Antragstellung müssen eine Reihe von Dokumenten bereitgestellt und einige Formulare ausgefüllt werden. Wurden diese akzeptiert, folgen spezifische Tests, die nach den taiwanesischen Teststandards, den Vehicle Safety Testing Directions durchgeführt werden und direkt beim VSCC stattfinden. Die Standards orientieren sich an den internationalen ECE-Regelungen, dennoch können ECE-Testberichte für die Taiwan Certification nicht die der VSCC ersetzen. Werden die Tests bestanden und das Bauteil für den taiwanesischen Markt zugelassen, darf es entsprechend markiert werden. In den Regularien wird die Markierung vereinfacht als Certification Approval Label bezeichnet.